# Paete
Paete ist eine Gemeinde der 4. Einkommensklasse in der Provinz Laguna auf den Philippinen, nach dem Zensus vom 1. August 2015 hat sie 25.096 Einwohner.
Die Stadt liegt im nordöstlichen Teil von Laguna, entlang der Küste des Laguna de Bay. Sie wurde 1580 von den spanischen Mönchen Juan de Placencia und Diego de Oropesa des Franziskanerordens gegründet. Es wird angenommen, dass die frühsten Bewohner malaysischer Abstammung waren, welche mit ihren wendigen und robusten Booten, die bekannt als Balangay sind, von Borneo kamen.
Die Stadt wurde durch ihre Schnitzereien berühmt und ihr wurde deshalb am 15. März 2005 von der damaligen Präsidentin Arroyo der Spitzname "The Carving Capital of the Philippines" verliehen. Es wird ebenfalls angenommen, dass das moderne Jo-Jo, welches seine Ursprünge in den Philippinen hat, in Paete erfunden wurde.

## Barangays
Paete ist politisch in neun Barangays unterteilt:

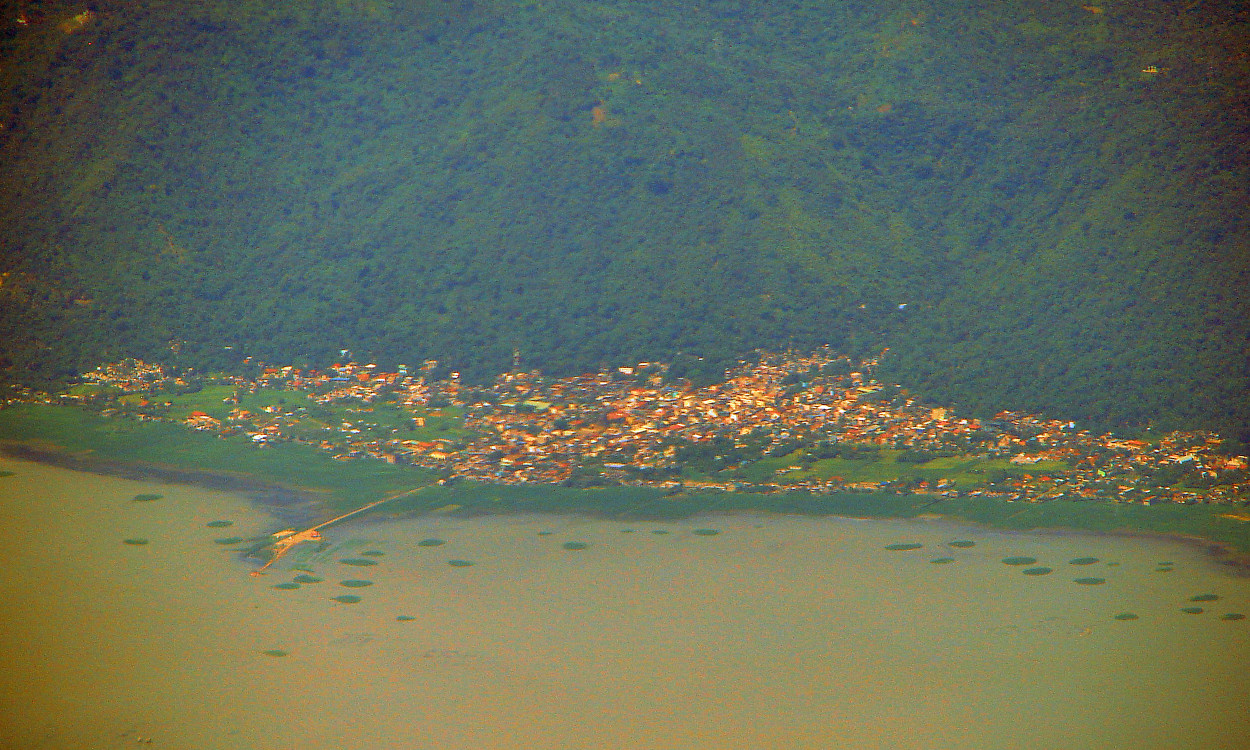
Bangkusay

- Bagumbayan
- Bangkusay
- Ermita
- Ibaba del Norte
- Ibaba del Sur
- Ilaya del Norte
- Ilaya del Sur
- Maytoong
- Quinale

## Namensherkunft

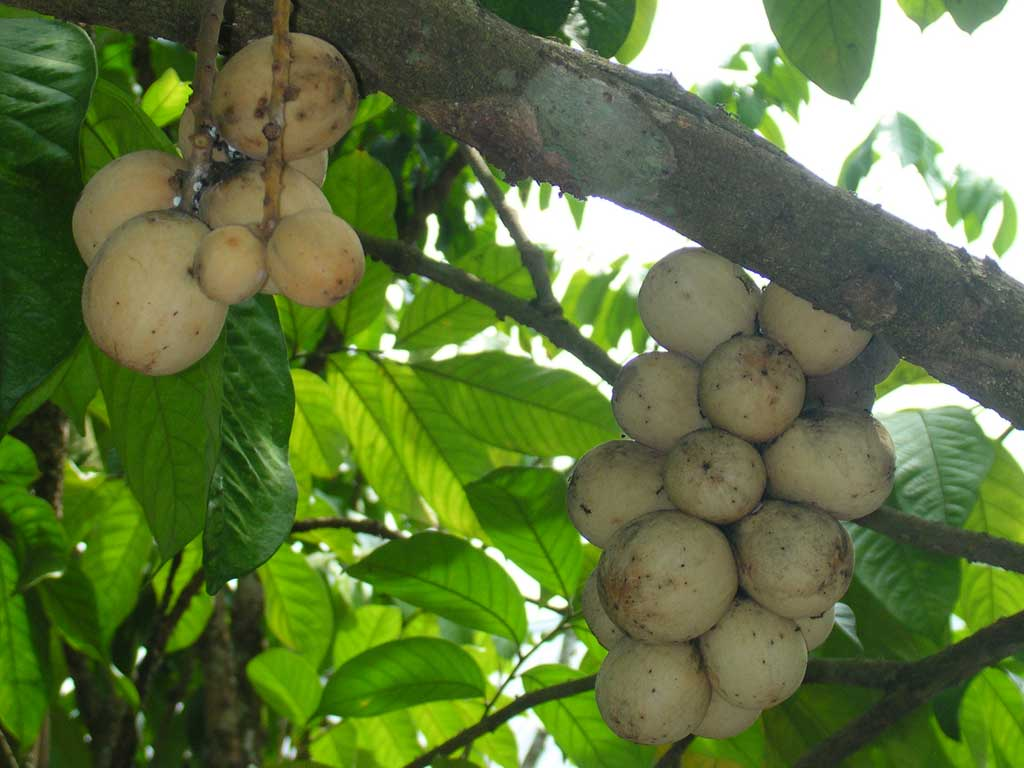
Paete ist berühmt für seine süßen Lanzones (lansium domesticum)

Die spanischen Konquistadoren benannten die Städte traditionell nach heiligen Personen. Paete war eine Ausnahme. Eine Legende besagt, dass einst ein junger franziskanischer Priester von seinem Vorgesetzten den Auftrag erhielt, die neugegründeten Städte entlang der Laguna de Bay zu besuchen. Der Priester wusste nicht viel über dieses Gebiet und fragte einen Einheimischen nach dem Namen dieses Ortes. Dieser verstand jedoch die Frage falsch: Er meinte nach dem Namen des Werkzeuges, welches er gerade benutzte, gefragt zu werden. So antwortete er Paét (Beitel). Daher der Name „Paete“.

## Bildungseinrichtungen
Elementary
- Paete Elementary School (PES Central)
- Quinale Elementary School (QES)
- Ibaba Elementary School (IES)
- Mother of Eucharist and Grace Montessori School
- Nativity Montessori School
- San Antonio Abad School (SAAS)
- NTBC-Paete Christian Academy (PCA)

High school
- Paete Science and Business College (PSBC)
- Liceo de Paete (LDP)
- Mother of Eucharist and Grace Montessori School
- Poten and Eliseo M. Quesada Memorial National High School (PEQMNHS)

## Referenzen
- Madridejos, Sancho. Zonification of Paete. copyright@2003, paete.org
- Madriñan, Virgil. Lanzones. copyright@2003, paete.org.
- Pruden, Marie Cagahastian. Paete on My Mind. copyright@2003, paete.org
- Quesada, Eugenio C. Paete. 1956. Manila, Philippines
- Quesada, Frank Col. Freedom at Dawn: 7-part series. copyright@2003, paete.org
- Quesada, Frank Col. World War II in Paete. copyright@2003, paete.org
- Quesada, Juan, Jr. Paete: The Once And Future Village. copyright@2003, paete.org